# Gomesa croesus
Espèce
Synonymes
- Alatiglossum croesus (Rchb.f.) Baptista[1]
- Kleberiella croesus (Rchb.f.) V.P.Castro & Cath.[1]
- Oncidium croesus Rchb.f.[1]
- Oncidium longipes var. croesus (Rchb.f.) A.H.Kent[1]

Gomesa croesus est une espèce de plantes de la famille des Orchidaceae. Cette orchidée est une épiphyte à pseudobulbes, originaire du Brésil.

## Description
La plante est constituée de pseudobulbes agglomérés, ovales à oblongs, partiellement enveloppés dans plusieurs gaines imbriquées, sèches et scarieuses. Ils portent une ou deux pousses d'un vert brillant, légèrement coriaces, linéaires et oblongues, condupliquées à la base des feuilles - c'est-à-dire pliées longitudinalement le long de la nervure médiane, la face supérieure étant à l'intérieur.
Au printemps et au début de l'été ces plantes fleurissent sur des axillaires érigés en zigzag d'environ 15 cm. Chaque inflorescence est constituée de 3 à 5 fleurs parfumées qui tiennent longtemps. Les fleurs mesurent de 2 à 4,5 cm.

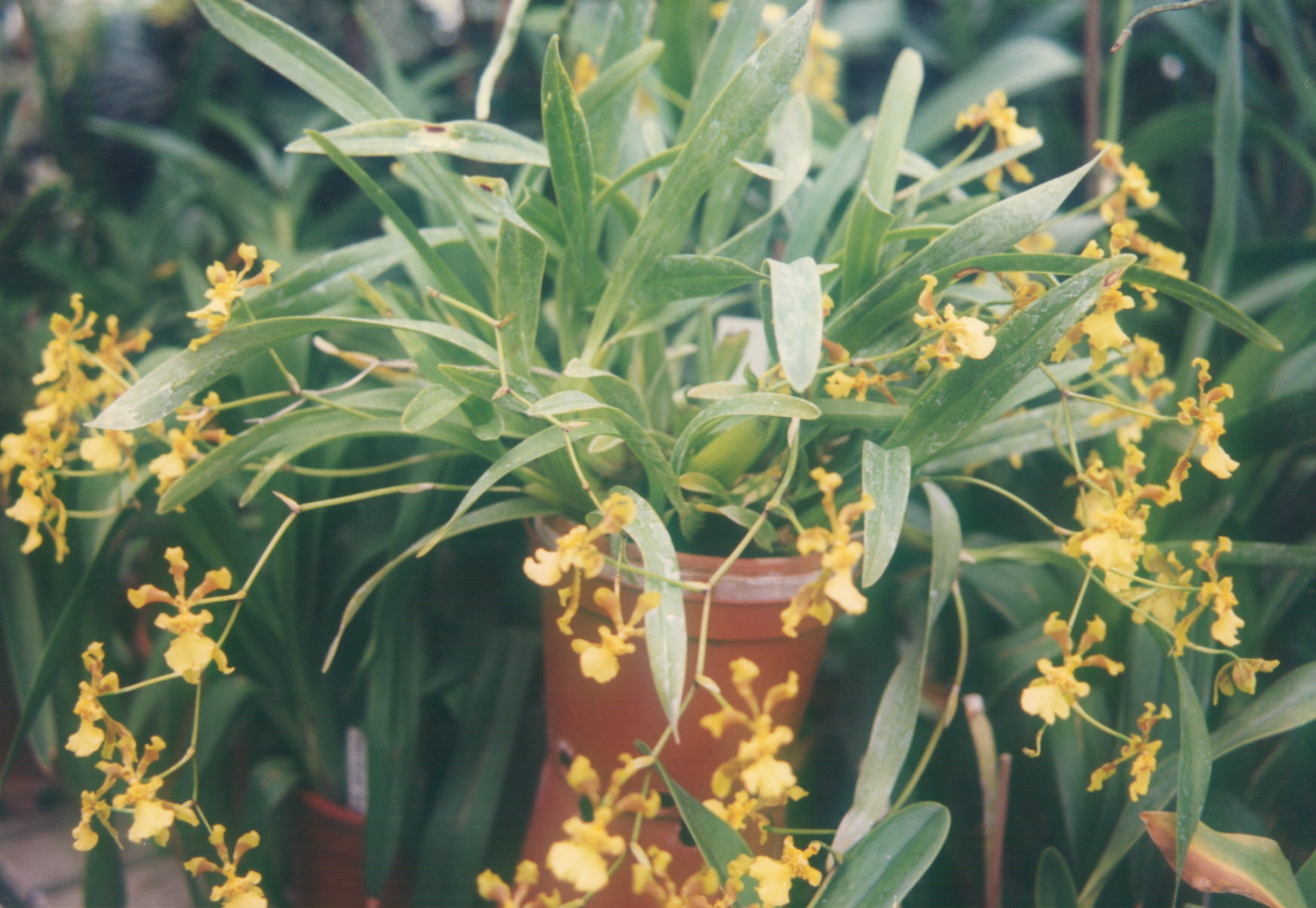
Port de la plante en pot
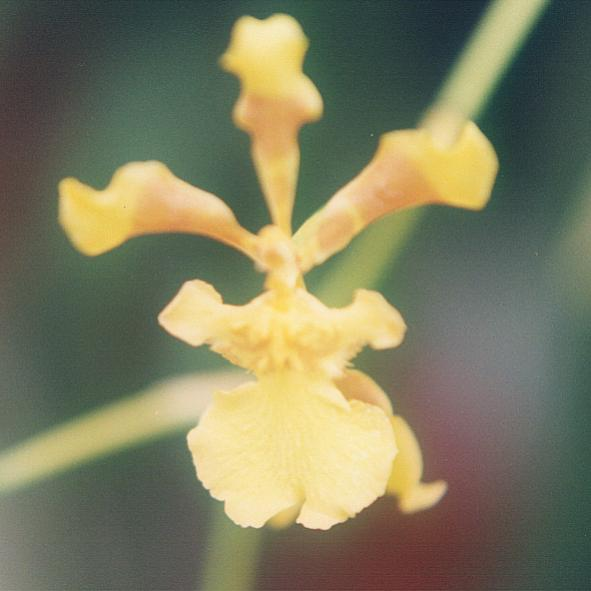
Détail d'une fleur unicolore
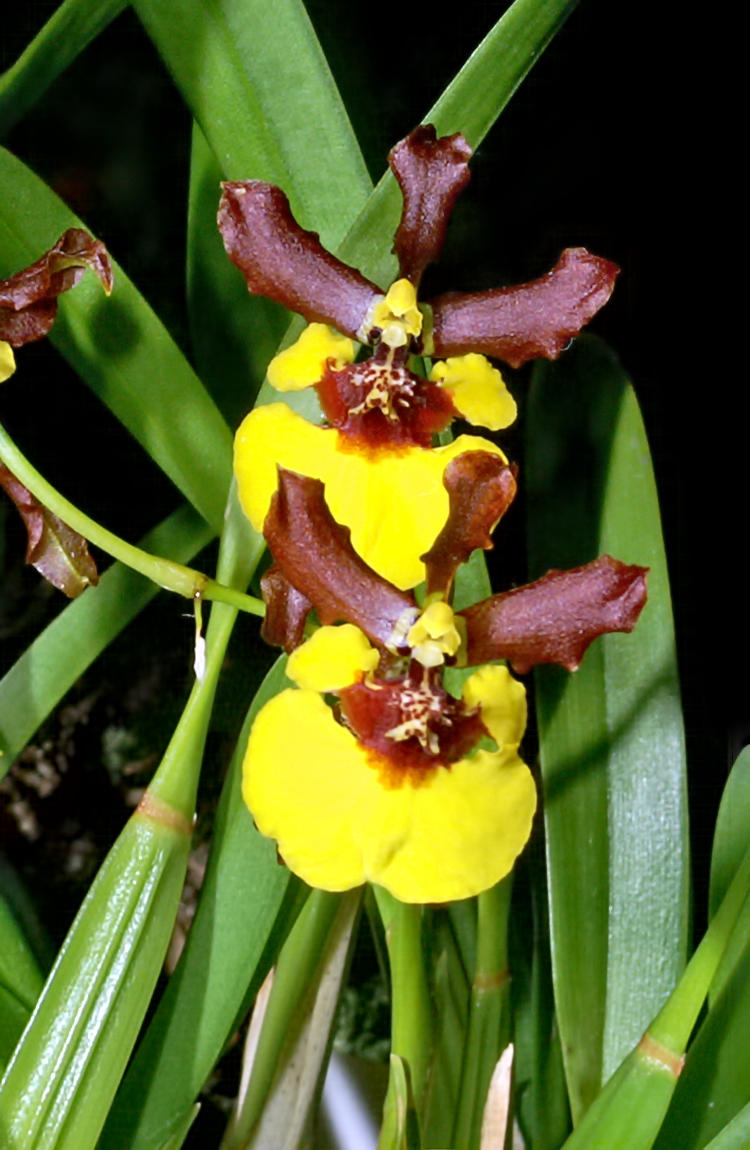
Détail de fleurs bicolores

## Répartition et habitat
On rencontre cette orchidée à l'état sauvage dans l'état brésilien de Rio de Janeiro, entre 400 et 600 mètres d'altitude, dans les forêts de la côte Atlantique. C'est une plante qui pousse sur la végétation de zones fraiches durant la nuit et chaudes pendant la journée.

## Classification
En 1857, le botaniste allemand Heinrich Gustav Reichenbach (1824-1889) a décrit l'espèce comme Oncidium croesus, puis elle a été recombinée dans le genre Gomesa en 2009 par les botanistes britanniques Mark Wayne Chase et Norris Hagan Williams.
L'épithète spécifique croesus signifie exubérante, opulente, en référence à l'abondante floraison.

## Hoticulture
L'espèce est cultivée et vendue principalement dans la forme la plus courante : de jolies fleurs jaunes tachetées de marron. Les hybrides horticoles présentent souvent un labelle bien développé.